# Patti Davis
Patricia Ann Reagan (Los Angeles, 21 de Outubro de 1952), mais conhecida como Patti Davis, é a filha do ex-presidente Ronald Reagan e de sua segunda esposa Nancy Davis Reagan e irmã do comentarista Ronald (Ron) Reagan Jr. Patti já atuou em vários filmes Hollywoodianos e escreveu alguns bestsellers, mas também já foi tida como a "ovelha negra" da família.
Patti alterou seu nome artístico para o sobrenome da mãe, a fim de obter maior independência na carreira de atriz. Quando seu pai era governador da Califórnia, ela atuou em diversas frentes e manifestações contra a guerra do Vietnã e as armas nucleares.
Em 1994, aos 32 anos, Patti Davis pousou nua para a revista Playboy.